# وسام الرئيس محمود عباس
وسام الرئيس محمود عباس هو أحد الأوسمة الفلسطينية التي يمنحها الرئيس الفلسطيني.

## التاريخ
تم إنشاء وسام الرئيس محمود عباس لأول مرة وذلك في عام 2018.

## رتب الوسام
يُقسم وسام الرئيس محمود عباس إلى ثلاثة درجات:
- وسام الرئيس محمود عباس من درجة «قلادة الكنعانيين الكبرى»: يمنح للملوك والرؤساء، كما يمكن منحها لرؤساء المجلس الوطني والمجلس التشريعي، ورئيس وأعضاء اللجنة التنفيذية لمنظمة التحرير الفلسطينية، والرؤساء والأمناء العامين للفصائل والأحزاب الفلسطينية، ولشخصيات فلسطينية وأجنبية مرموقة قدمت إسهامات للشعب الفلسطيني.[1]

- وسام الرئيس محمود عباس من درجة «نجمة الصداقة»: يمنح للوزراء والسفراء والمبعوثين والمحافظين وأعضاء البرلمانات وممثلي الأحزاب من الفلسطينيين والأجانب.[1]

- وسام الرئيس محمود عباس من درجة «ميدالية الإنجاز»: يمنح للكوادر والموظفين العاملين في القطاعات العامة والخاصة والمجتمع المدني، الذين قدموا إنجازات ومبادرات مميزة خلال تأديتهم لواجباتهم.[1]

| وسام الرئيس محمود عباس من رتبة "قلادة الكنعانيين الكبرى" | وسام الرئيس محمود عباس من رتبة "نجمة الصداقة" |
| -------------------------------------------------------- | --------------------------------------------- |
|                                                          |                                               |

| وسام الرئيس محمود عباس من رتبة "ميدالية الإنجاز" |
| ------------------------------------------------ |
|                                                  |

## أبرز الحائزين على الوسام
- يعقوب شاهين (2019).
- جورج مفريكوس (2020).[2]
- وداد قعوار (2022).[3]
- بايفيي بلتكوسكي (2024).
- مريم بشارات (2024).[4]